# Östra Långtjärnen (Arvidsjaurs socken, Lappland)
Östra Långtjärnen är en sjö i Arvidsjaurs kommun i Lappland och ingår i Skellefteälvens huvudavrinningsområde. Sjön har en area på 0,162 kvadratkilometer och ligger 433,4 meter över havet.

## Delavrinningsområde
Östra Långtjärnen ingår i det delavrinningsområde (728047-163224) som SMHI kallar för Mynnar i Storavan. Medelhöjden är 464 meter över havet och ytan är 23,19 kvadratkilometer. Det finns inga avrinningsområden uppströms utan avrinningsområdet är högsta punkten. Vattendraget som avvattnar avrinningsområdet har biflödesordning 2, vilket innebär att vattnet flödar genom totalt 2 vattendrag innan det når havet efter 238 kilometer. Avrinningsområdet består mestadels av skog (76 procent) och sankmarker (17 procent). Avrinningsområdet har 0,58 kvadratkilometer vattenytor vilket ger det en sjöprocent på 2,5 procent.